# Koziayo 1
Koziayo 1 est une localité située au sud-ouest de la Côte d'Ivoire et appartenant au département de Soubré à la région de la Nawa, dans le district de Bas-Sassandra. La localité de Koziayo 1 est un chef-lieu de commune. Koziayo regorge de nombreuses potentialités agricoles. L’hévéa, le cacao, le café sont les principaux produits agricoles. À Koziayo, plusieurs ethnies cohabitent mais les propriétaires terriens de Koziayo sont les Bété. À ceux-ci, s'ajoutent les Baoulé, les Gouro, les Yacouba... ainsi que des étrangers venus de la Guinée, du Mali, du Burkina Faso, du Niger et du Bénin.
Le transport à Koziayo est marqué par des motos-taxi qui transportent des passagers à partir de Liliyo, chef-lieu de la sous-préfecture.
L'EPP Koziayo est construite depuis 1978.